# Sheffield F.C.
Câu lạc bộ bóng đá Sheffield câu lạc bộ bóng đá tiếng Anh đến từ Sheffield, Nam Yorkshire. Họ hiện đang thi đấu ở Được thành lập vào năm 1857, câu lạc bộ được chính thức công nhận câu lạc bộ lâu đời nhất vẫn chơi bóng đá trên thế giới.
Câu lạc bộ thi đấu trận derby Rules với người hàng xóm gần Hallam. Năm 2004, họ được trao tặng Huân chương FIFA - một giải thưởng chỉ được trao cho một câu lạc bộ khác: Real Madrid - với năm 2007 họ được giới thiệu vào Đại sảnh Danh vọng bóng đá Anh, để kỷ niệm 150 năm của họ.

## Lịch sử
Vào năm 1855, các thành viên của một câu lạc bộ cricket ở Sheffield đã tổ chức những cú đá không chính thức không có bất kỳ quy tắc chính thức nào. Sau đó, hai thành viên, Nathaniel Creswick với William Perst, đã thành lập Câu lạc bộ bóng đá Sheffield.

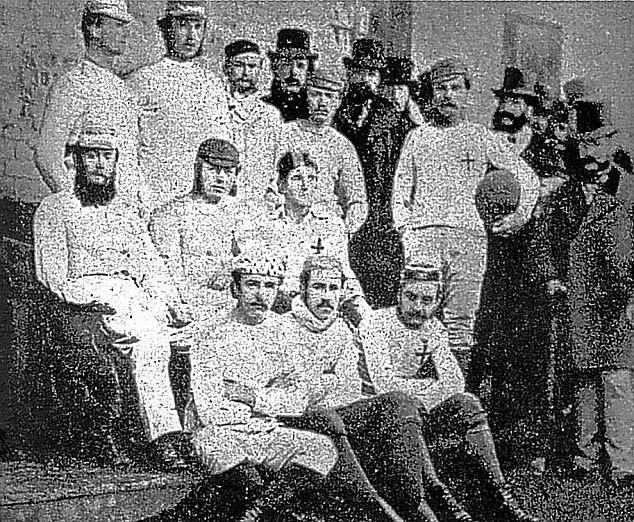
Đội bóng của Sheffield năm 1857

Cuộc họp khai mạc của câu lạc bộ diễn ra vào ngày 24 tháng 10 năm 1857 tại Parkfield House ở ngoại ô Highfield. Trụ sở ban đầu ở một nhà kính trên đường East Bank Road do Thomas Asline Ward, cha đẻ của chủ tịch câu lạc bộ đầu tiên Frederick Ward, với khu vực liền kề được sử dụng làm sân chơi đầu tiên của họ. Ban đầu, các trận đấu của Sheffield được chơi giữa các thành viên câu lạc bộ với có định dạng "Married v Singles" hoặc "Professionals v the Rest". 

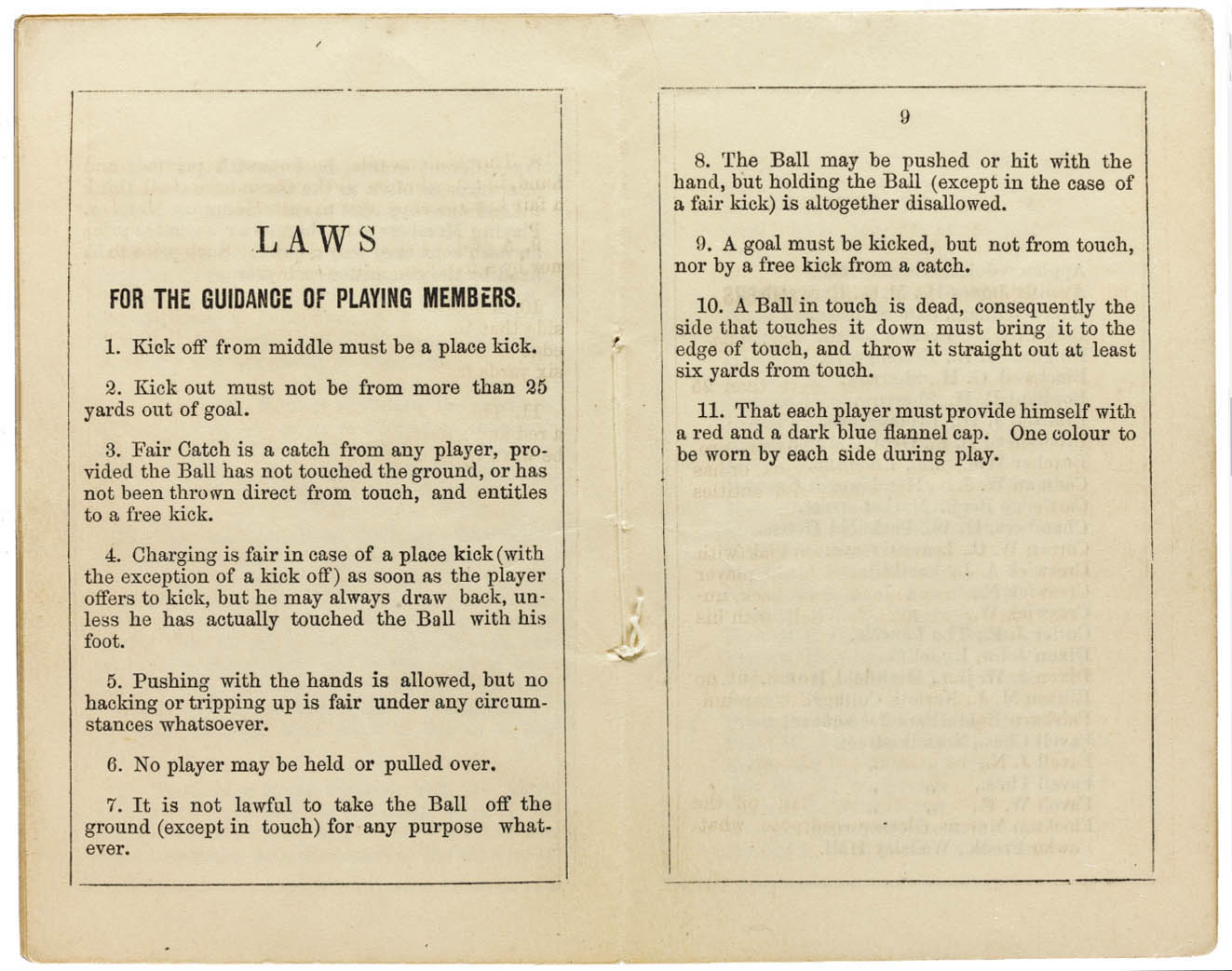
"Luật hướng dẫn thành viên chơi", được xuất bản năm 1859

chịu trách nhiệm xây dựng luật chơi của câu lạc bộ, được quyết định tại Đại hội cổ đông của câu lạc bộ vào ngày 21 tháng 10 năm 1858, được xuất bản vào năm sau. Chúng được gọi Quy tắc Sheffield bộ quy tắc bóng đá chi tiết đầu tiên được xuất bản bởi một câu lạc bộ bóng đá (trái ngược với trường học hoặc trường đại học). Vào thời điểm đó, trước khi thành lập Liên đoàn bóng đá (FA), nhiều loại bóng đá khác nhau đã phổ biến ở Anh. Ví dụ, mỗi trường công lập khác nhau chơi bóng đá theo các quy tắc riêng của họ và những trường này rất đa dạng. Các quy tắc của Sheffield sau đó đã được Hiệp hội bóng đá Sheffield thông qua khi nó được thành lập vào năm 1867.
Người hàng xóm gần của Sheffield, Hallam, được thành lập vào năm 1860 cùng năm đó, hai câu lạc bộ lần đầu gặp nhau trong một trận derby địa phương vẫn còn được tranh cãi cho đến ngày nay. Đến năm 1862 đã có 15 câu lạc bộ trong khu vực Sheffield.
Họ trở thành thành viên của Hiệp hội bóng đá vào ngày 30 tháng 11 năm 1863 nhưng vẫn tiếp tục sử dụng bộ quy tắc của riêng mình. Vào ngày 2 tháng 1 năm 1865, câu lạc bộ đã chơi trận đấu đầu tiên của mình bên ngoài trận đấu với đội bóng thành phố Nottingham, thi đấu mười tám trận theo quy tắc của Nottingham.
Đến lúc này, câu lạc bộ đã quyết định chỉ chơi các đội bên ngoài Sheffield để tìm kiếm một thử thách lớn hơn. Vào ngày 31 tháng 3 năm 1866, Sheffield đã chơi một đội "London" theo luật FA tại. Trò chơi, được chơi như một mười một bên, đã được London giành chiến thắng với 2 bàn thắng với bốn lần chạm xuống đến con số không. Tuy nhiên, vấn đề về luật lệ vẫn một vấn đề với các câu lạc bộ Sheffield tiếp tục chơi theo luật của riêng họ. Một số đề xuất quy tắc của câu lạc bộ đã bị FA từ chối vào tháng 2 năm 1867 với Ủy ban Luân Đôn đã miễn cưỡng cam kết tiếp tục sửa chữa về việc từ chối của Sheffield để tuân thủ nghiêm ngặt các quy tắc của FA. Các câu lạc bộ Sheffield cuối cùng đã thông qua các quy tắc FA vào năm 1878.
Năm 1873, câu lạc bộ lần đầu tiên tham dự FA Cup, lần đầu tiên họ tham gia vào cuộc thi, chống lại Shropshire Wanderers, được quyết định sau khi phát lại bằng cách tung đồng xu; lần duy nhất trong lịch sử của cuộc thi một chiếc vạt đã được quyết định theo cách này. Họ sẽ lọt vào Vòng 4 của cuộc thi vào năm 1877-78 với 1879-80.

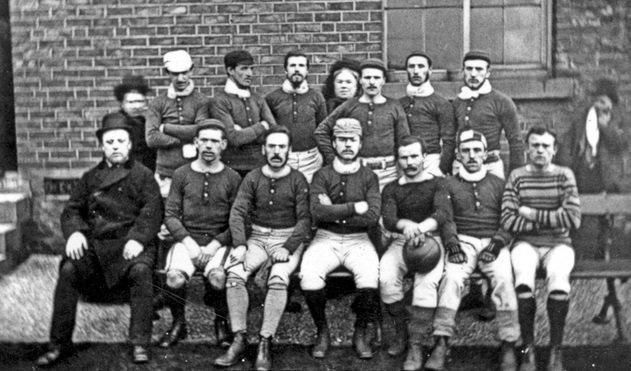
Một đội hình của Sheffield năm 1876

Sự miễn cưỡng của họ khi thi đấu với các câu lạc bộ địa phương đã dẫn đến sự hình thành của Thứ năm giang hồ vào năm 1876, một đội cầu thủ đã đăng ký vào Sheffield, người muốn chơi ở Cup Thách thức Sheffield.
Sự suy giảm của Sheffield từ đỉnh cao của bóng đá bắt đầu bằng việc giới thiệu tính chuyên nghiệp vào tháng 7 năm 1885, với sự nghiệp dư của Sheffield không thể cạnh tranh với các đội chuyên nghiệp, thua năm đó trước Aston Villa, Nottingham Forest với County. Sau khi hợp pháp hóa tính chuyên nghiệp, người nghiệp dư trung thành đã đề nghị với FA việc tạo ra một chiếc cốc dành riêng cho các câu lạc bộ nghiệp dư. Cúp nghiệp dư FA được khánh thành vào năm 1893  chính Sheffield đã giành chiến thắng trong cuộc thi năm 1904.
Họ tham gia giải đấu đầu tiên vào năm 1889 khi tham gia Midland League, nhưng đã rời đi chỉ sau một mùa giải khi họ kết thúc cuối bảng. Họ cũng là thành viên sáng lập của Liên đoàn Yorkshire ban đầu vào năm 1898, nhưng một lần nữa họ chỉ dành một mùa duy nhất trong cuộc thi.
Sau bước ngoặt của thế kỷ, Sheffield thi đấu chủ yếu ở các giải đấu địa phương. Đến năm 1925, 26, 26 đội đã thi đấu tại Hiệp hội Hiệp hội Sheffield. 

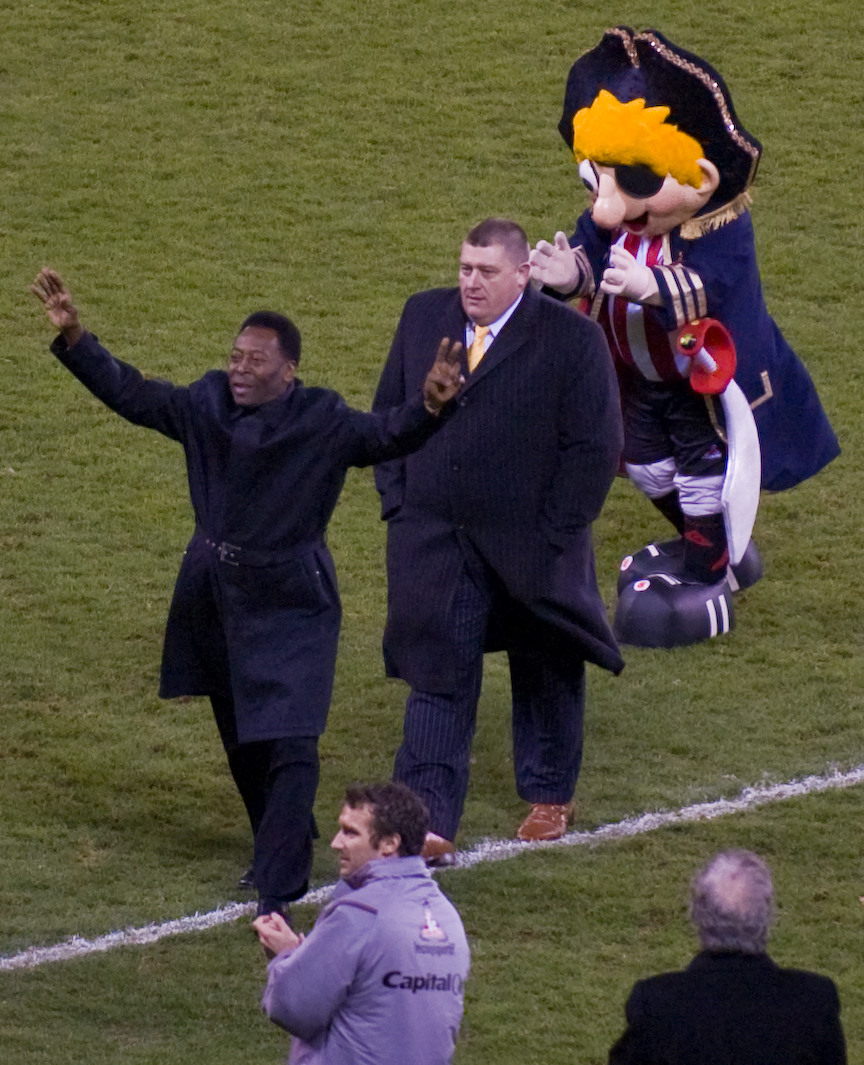
Huyền thoại người Brazil Pelé (trái) tại Sheffield vào tháng 11 năm 2007, đánh dấu kỷ niệm 150 năm của câu lạc bộ bóng đá lâu đời nhất thế giới, Sheffield Football Club

Năm mươi năm sau khi rời khỏi cuộc thi, câu lạc bộ đã gia nhập Liên đoàn Yorkshire vào năm 1949. Ba năm sau, họ được thăng hạng cho Đội một, nhưng bị rớt hạng trở lại Đội Hai năm 1954. Họ trở lại chuyến bay hàng đầu ngay lần đầu tiên hỏi trước khi bước vào năm trăm năm của họ vào năm 1957. Lễ kỷ niệm bao gồm các trò chơi chống lại đội Anh B tại Hillsborough  với đồng nghiệp nghiệp dư Queen's Park tại Bramall Lane.
Năm 1961, Sheffield bị xuống hạng hai lần nữa, chỉ trở lại chuyến bay hàng đầu một lần nữa vào năm 1967, sau đó chỉ một mùa giải nữa trước khi xuống hạng khác. Ba năm sau, vào năm 1970, họ lại bị xuống hạng, đến Phân khu Ba mới thành lập. Câu lạc bộ sẽ trải qua sáu mùa giải trong phân khu tầng hầm của Yorkshire League, hoàn thành thấp thứ 10 vào năm 1974. Cuối cùng họ bắt đầu xoay chuyển vận may vào năm 1976 bằng cách trở lại Phân khu Hai, một năm sau, họ được trao vương miện với tư cách nhà vô địch của Phân khu Hai để trở lại Phân khu Một. Trong cùng một mùa giải, Sheffield đã lọt vào trận chung kết của FA Vase mới thành lập. Tại sân vận động Wembley, họ đã hòa 1-1 với Billericay Town, trước khi bị đánh 1-2 trong trận đấu lại tại City Ground ở Nottingham.
Khi Liên đoàn Yorkshire sáp nhập với Midland League để thành lập Liên đoàn Đông phương vào năm 1981, Sheffield đã được đưa vào Division One South của cuộc thi mới. Họ ở lại sư đoàn này trong ba mùa trước khi giải đấu được tái cấu trúc, với câu lạc bộ được giao lại cho Đội một mới thành lập. Năm 1989, họ đã giành được danh hiệu Division One, nhưng họ đã bị xuống hạng một năm sau đó vì thiếu đèn pha. 

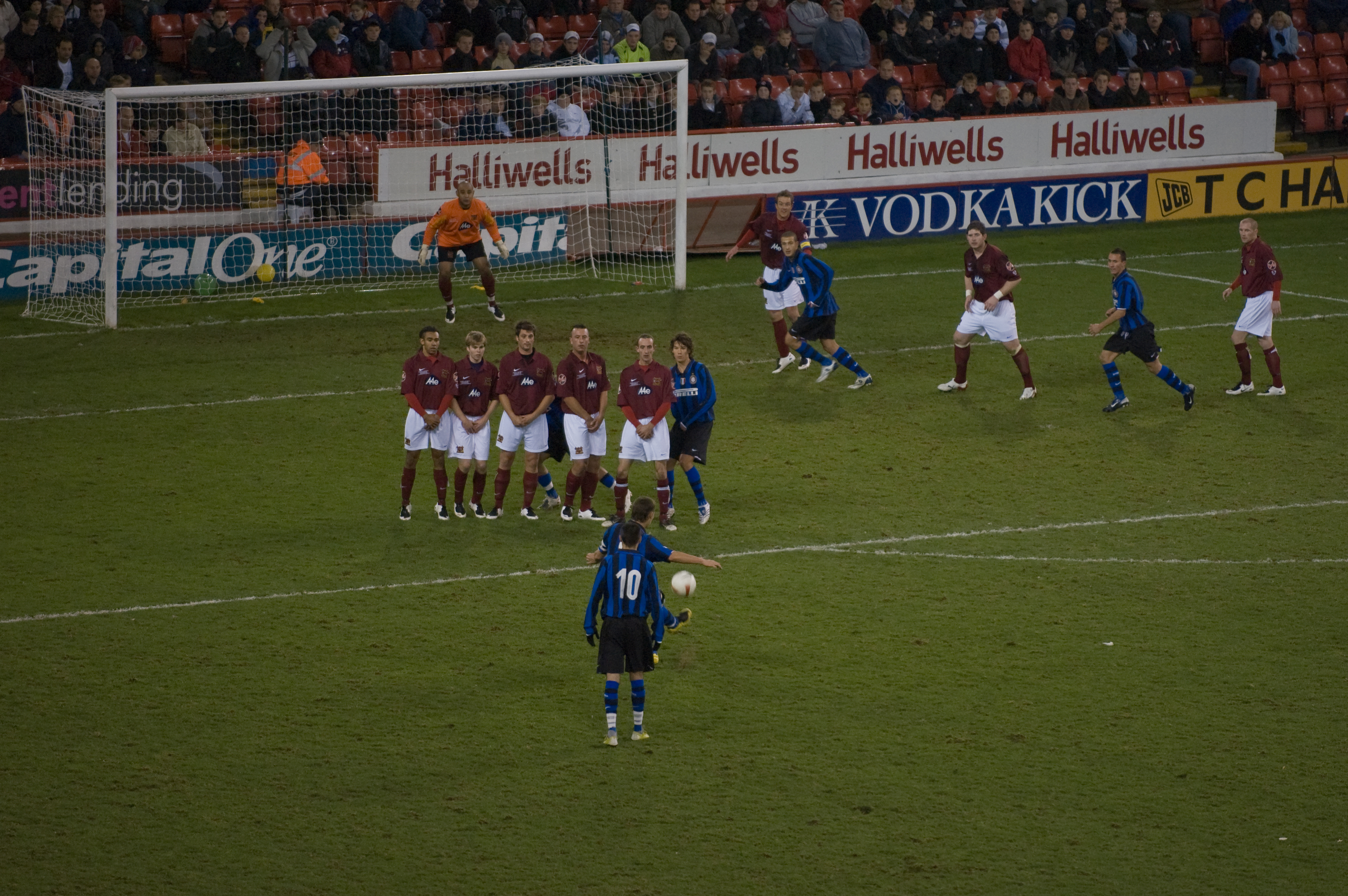
Trận đấu kỷ niệm 150 năm của Sheffield với Inter tại Bramall Lane năm 2007

Trong lần đầu tiên yêu cầu Sheffield một lần nữa giành được danh hiệu Division One, lần này còn lại trong Premier Division trong 15 năm. Vào năm 1994, lần đầu tiên câu lạc bộ đã giành được Cúp cao cấp Sheffield &amp; Hallamshire, đánh bại Worksop Town trên chấm phạt đền tại Hillsborough. Sau đó, họ sẽ giành được chiếc cúp trong bốn lần nữa trong suốt những năm 2010.
Năm 2007 là một năm tuyệt vời đối với Sheffield FC khi họ bước vào năm thứ 150. Họ đã kết thúc với vị trí á quân trong giải đấu để lần đầu tiên đảm bảo thăng hạng lên Giải Ngoại hạng phía Bắc (NPL). Trong tháng 10 năm 2007, Chủ tịch Fifa Sepp Blatter đã tham dự bữa ăn tối kỷ niệm của câu lạc bộ, và tháng tiếp theo câu lạc bộ chơi trận lễ kỷ niệm với Internazionale và Ajax tại Bramall Lane. Huyền thoại bóng đá Pelé là khách danh dự ở trận đấu đầu tiên được giới thiệu tới các đội với người hâm mộ trước trận đấu. Trận đấu kết thúc 5 trận đấu với Inter, với 18.741 người ủng hộ tham dự trận đấu. Bên cạnh Inter bao gồm người chiến thắng World Cup Marco Materazzi với Mario Balotelli. một phần của chuyến thăm của mình, Pelé đã mở một cuộc triển lãm bao gồm buổi trình diễn công khai đầu tiên trong 40 năm của các quy tắc viết tay ban đầu của bóng đá.
Sheffield đã lọt vào vòng play-off của Division One South trong ba lần, nhưng cho đến nay vẫn không giành được chiến thắng. Trong chiến dịch Division One South đầu tiên của họ vào năm 2008, họ đã lọt vào trận chung kết, thua trên chấm phạt đền, trước khi bị loại ở bán kết vào năm 2010 với 2012. Câu lạc bộ lần đầu tiên chơi trong Cúp FA năm 2007 sau khi giành chiến thắng thăng hạng, nhưng cho đến nay đã thất bại trong việc vượt qua các vòng đấu loại.

### Kỷ lục theo mùa
| Season                                 | Division                                                       | Level | Position      | FA Cup | FA Amateur Cup | FA Trophy | FA Vase    | Notes     |
| -------------------------------------- | -------------------------------------------------------------- | ----- | ------------- | ------ | -------------- | --------- | ---------- | --------- |
| 1873–74                                | –                                                              | –     | –             | 3R     | –              | –         | –          |           |
| 1874–75                                | –                                                              | –     | –             | 1R     | –              | –         | –          |           |
| 1875–76                                | –                                                              | –     | –             | 3R     | –              | –         | –          |           |
| 1876–77                                | –                                                              | –     | –             | 3R     | –              | –         | –          |           |
| 1877–78                                | –                                                              | –     | –             | 4R     | –              | –         | –          |           |
| 1878–79                                | –                                                              | –     | –             | 2R     | –              | –         | –          |           |
| 1879–80                                | –                                                              | –     | –             | 4R     | –              | –         | –          |           |
| 1880–81                                | –                                                              | –     | –             | 2R     | –              | –         | –          |           |
| 1881–82                                | –                                                              | –     | –             | 2R     | –              | –         | –          |           |
| 1882–83                                | –                                                              | –     | –             | 1R     | –              | –         | –          |           |
| 1883–84                                | –                                                              | –     | –             | 1R     | –              | –         | –          |           |
| 1884–85                                | –                                                              | –     | –             | 3R     | –              | –         | –          |           |
| 1885–86                                | –                                                              | –     | –             | 2R     | –              | –         | –          |           |
| 1886–87                                | –                                                              | –     | –             | 1R     | –              | –         | –          |           |
| 1887–88                                | –                                                              | –     | –             | 1R     | –              | –         | –          |           |
| 1888–89                                | –                                                              | –     | –             | 1QR    | –              | –         | –          |           |
| 1889–90                                | Midland League                                                 | –     | 11th/11       | 3QR    | –              | –         | –          |           |
| 1890–91                                | Midland Alliance                                               | –     | 8th/8         | 1QR    | –              | –         | –          |           |
| 1891–92                                | Midland Alliance                                               | –     | 9th/10        | 1QR    | –              | –         | –          |           |
| 1892–93                                | Midland Alliance                                               | –     | 10th/11       | 1QR    | –              | –         | –          |           |
| 1893–94                                | Sheffield Challenge Cup League Sheffield &amp; District League | –     | 14th/14 5th/5 | 1QR    | 1R             | –         | –          |           |
| 1894–95                                | Sheffield Challenge Cup League                                 | –     | 15th/15       | 1QR    | 1R             | –         | –          |           |
| 1895–96                                | Sheffield Challenge Cup League                                 | –     | 11th/15       | 1QR    | 1R             | –         | –          |           |
| 1896–97                                | Sheffield Association League                                   | –     | 4th/10        | 4QR    | 2QR            | –         | –          |           |
| 1897–98                                | United Counties League                                         | –     |               | 3QR    | 2R             | –         | –          |           |
| 1898–99                                | Yorkshire League                                               | –     | 7th/10        | 1QR    | 2QR            | –         | –          |           |
| 1899–00                                | Sheffield Association League                                   | –     | 7th/9         | 1QR    | 1R             | –         | –          |           |
| 1900–01                                | Sheffield Association League                                   | –     | 10th/15       | PR     | 1R             | –         | –          |           |
| 1901–02                                | Sheffield Association League                                   | –     | 12th/13       | 1QR    | 2R             | –         | –          |           |
| 1902–03                                | Sheffield Association League                                   | –     | 7th/8         | 1QR    | 2R             | –         | –          |           |
| 1903–04                                | Sheffield Association League                                   | –     | 8th/14        | PR     | Winners        | –         | –          |           |
| 1904–05                                | –                                                              | –     | –             | 1QR    | 1R             | –         | –          |           |
| 1905–06                                | Sheffield Association League                                   | –     |               | 1QR    | 2R             | –         | –          |           |
| 1906–07                                | Sheffield Association League                                   | –     | 12th/13       | PR     | 2R             | –         | –          |           |
| 1907–08                                | Sheffield Association League                                   | –     | 16th/16       | 1QR    | 1R             | –         | –          |           |
| 1908–09                                | Sheffield Amateur League                                       | –     |               | –      | 1R             | –         | –          |           |
| 1909–10                                | Sheffield Amateur League                                       | –     | 11th/12       | PR     | 1R             | –         | –          |           |
| 1910–11                                |                                                                | –     |               | PR     | 1R             | –         | –          |           |
| 1911–12                                | Sheffield Amateur League                                       | –     |               | PR     | 1R             | –         | –          |           |
| 1912–13                                | Sheffield Amateur League                                       | –     |               | PR     | 2QR            | –         | –          |           |
| 1913–14                                | Sheffield Amateur League                                       | –     | 10th/11       | PR     | 4QR            | –         | –          |           |
| 1914–15                                |                                                                | –     |               | EPR    | –              | –         | –          |           |
|                                        |                                                                |       |               |        |                |           |            |           |
| 1919–20                                |                                                                | –     |               | PR     | 2QR            | –         | –          |           |
| 1920–21                                |                                                                | –     |               | EPR    | 2QR            | –         | –          |           |
| 1921–22                                |                                                                | –     |               | EPR    | 3QR            | –         | –          |           |
| 1922–23                                |                                                                | –     |               | PR     | 4QR            | –         | –          |           |
| 1923–24                                |                                                                | –     |               | PR     | 3QR            | –         | –          |           |
| 1924–25                                |                                                                | –     |               | PR     | 2QR            | –         | –          |           |
| 1925–26                                | Sheffield Association League                                   | –     |               | 1QR    | 3QR            | –         | –          |           |
| 1926–27                                |                                                                | –     |               | PR     | 2QR            | –         | –          |           |
| 1927–28                                |                                                                | –     |               | PR     | 2QR            | –         | –          |           |
| 1928–29                                |                                                                | –     |               | PR     | 2QR            | –         | –          |           |
| 1929–30                                |                                                                | –     |               | 1QR    | 3QR            | –         | –          |           |
| 1930–31                                |                                                                | –     |               | PR     | 3QR            | –         | –          |           |
| 1931–32                                |                                                                | –     |               | PR     | 4QR            | –         | –          |           |
| 1932–33                                |                                                                | –     |               | PR     | 2QR            | –         | –          |           |
| 1933–34                                | –                                                              | –     |               | PR     | 2QR            | –         | –          |           |
| 1934–35                                | –                                                              | –     |               | PR     | 3QR            | –         | –          |           |
| 1935–36                                | Sheffield Association League                                   | –     |               | PR     | 3QR            | –         | –          |           |
| 1936–37                                | Sheffield Association League                                   | –     |               | EPR    | 1QR            | –         | –          |           |
| 1937–38                                | Sheffield Association League                                   | –     |               | EPR    | 1QR            | –         | –          |           |
| 1938–39                                | Sheffield Association League                                   | –     |               | EPR    | 2QR            | –         | –          |           |
|                                        |                                                                |       |               |        |                |           |            |           |
| 1946–47                                | Sheffield Association League                                   | –     |               | 1QR    | 4QR            | –         | –          |           |
| 1947–48                                | Sheffield Association League                                   | –     |               | PR     | 4QR            | –         | –          |           |
| 1948–49                                | Sheffield Association League                                   | –     |               | PR     | 1R             | –         | –          |           |
| 1949–50                                | Yorkshire League Division 2                                    | –     | 10th/18       | PR     | 2R             | –         | –          |           |
| 1950–51                                | Yorkshire League Division 2                                    | –     | 7th/17        | PR     | 2R             | –         | –          |           |
| 1951–52                                | Yorkshire League Division 2                                    | –     | 3rd/13        | 1QR    | 2R             | –         | –          | Promoted  |
| 1952–53                                | Yorkshire League Division 1                                    | –     | 8th/18        | 1QR    | 1R             | –         | –          |           |
| 1953–54                                | Yorkshire League Division 1                                    | –     | 15th/18       | 2QR    | 1R             | –         | –          | Relegated |
| 1954–55                                | Yorkshire League Division 2                                    | –     | 3rd/16        | 2QR    | 1R             | –         | –          | Promoted  |
| 1955–56                                | Yorkshire League Division 1                                    | –     | 6th/18        | 1QR    | 4QR            | –         | –          |           |
| 1956–57                                | Yorkshire League Division 1                                    | –     | 10th/18       | 2QR    | PR             | –         | –          |           |
| 1957–58                                | Yorkshire League Division 1                                    | –     | 10th/18       | 2QR    | 1QR            | –         | –          |           |
| 1958–59                                | Yorkshire League Division 1                                    | –     | 12th/18       | 4QR    | 1QR            | –         | –          |           |
| 1959–60                                | Yorkshire League Division 1                                    | –     | 14th/18       | 1QR    | 1R             | –         | –          |           |
| 1960–61                                | Yorkshire League Division 1                                    | –     | 16th/18       | –      | 4QR            | –         | –          | Relegated |
| 1961–62                                | Yorkshire League Division 2                                    | –     | 7th/14        | –      | 1QR            | –         | –          |           |
| 1962–63                                | Yorkshire League Division 2                                    | –     | 5th/15        | –      | 3QR            | –         | –          |           |
| 1963–64                                | Yorkshire League Division 2                                    | –     | 6th/15        | –      | 3QR            | –         | –          |           |
| 1964–65                                | Yorkshire League Division 2                                    | –     | 8th/15        | –      | 2QR            | –         | –          |           |
| 1965–66                                | Yorkshire League Division 2                                    | –     | 3rd/15        | –      | 2QR            | –         | –          | Promoted  |
| 1966–67                                | Yorkshire League Division 1                                    | –     | 16th/17       | –      | 1QR            | –         | –          | Relegated |
| 1967–68                                | Yorkshire League Division 2                                    | –     | 8th/17        | –      | 2QR            | –         | –          |           |
| 1968–69                                | Yorkshire League Division 2                                    | –     | 9th/17        | –      | PR             | –         | –          |           |
| 1969–70                                | Yorkshire League Division 2                                    | –     | 11th/18       | –      | 1QR            | –         | –          | Relegated |
| 1970–71                                | Yorkshire League Division 3                                    | –     | 6th/15        | –      | 1QR            | –         | –          |           |
| 1971–72                                | Yorkshire League Division 3                                    | –     | 7th/14        | –      | 1QR            | –         | –          |           |
| 1972–73                                | Yorkshire League Division 3                                    | –     | 8th/16        | –      | 1QR            | –         | –          |           |
| 1973–74                                | Yorkshire League Division 3                                    | –     | 10th/16       | –      | 1QR            | –         | –          |           |
| 1974–75                                | Yorkshire League Division 3                                    | –     | 5th/16        | –      | –              | –         | 4R         |           |
| 1975–76                                | Yorkshire League Division 3                                    | –     | 4th/16        | –      | –              | –         | 3R         | Promoted  |
| 1976–77                                | Yorkshire League Division 2                                    | –     | 1st/16        | –      | –              | –         | Runners-up | Promoted  |
| 1977–78                                | Yorkshire League Division 1                                    | –     | 7th/16        | –      | –              | –         | 2R         |           |
| 1978–79                                | Yorkshire League Division 1                                    | –     | 8th/16        | –      | –              | –         | 3R         |           |
| 1979–80                                | Yorkshire League Division 1                                    | –     | 5th/16        | –      | –              | –         | 2R         |           |
| 1980–81                                | Yorkshire League Division 1                                    | –     | 12th/16       | –      | –              | –         | 1R         |           |
| 1981–82                                | Yorkshire League Division 1                                    | –     | 11th/16       | –      | –              | –         | PR         |           |
| 1982–83                                | Northern Counties East League Division 1 South                 | –     | 3rd/14        | –      | –              | –         | PR         |           |
| 1983–84                                | Northern Counties East League Division 1 South                 | –     | 4th/14        | –      | –              | –         | 1R         |           |
| 1984–85                                | Northern Counties East League Division 1 South                 | –     | 6th/16        | –      | –              | –         | 1R         |           |
| 1985–86                                | Northern Counties East League Division 1                       | –     | 2nd/16        | –      | –              | –         | 4R         |           |
| 1986–87                                | Northern Counties East League Division 1                       | –     | 17th/18       | –      | –              | –         | 1R         |           |
| 1987–88                                | Northern Counties East League Division 1                       | –     | 8th/16        | –      | –              | –         | 1R         |           |
| 1988–89                                | Northern Counties East League Division 1                       | –     | 1st/16        | –      | –              | –         | PR         | Promoted  |
| 1989–90                                | Northern Counties East League Premier Division                 | –     | 8th/16        | 1QR    | –              | –         | 2R         | Relegated |
| 1990–91                                | Northern Counties East League Division 1                       | –     | 1st/13        | PR     | –              | –         | 2R         | Promoted  |
| 1991–92                                | Northern Counties East League Premier Division                 | –     | 6th/19        | 1QR    | –              | –         | 2R         |           |
| 1992–93                                | Northern Counties East League Premier Division                 | –     | 15th/20       | 2QR    | –              | –         | PR         |           |
| 1993–94                                | Northern Counties East League Premier Division                 | –     | 4th/20        | 1QR    | –              | –         | 2R         |           |
| 1994–95                                | Northern Counties East League Premier Division                 | –     | 18th/20       | 2QR    | –              | –         | PR         |           |
| 1995–96                                | Northern Counties East League Premier Division                 | –     | 20th/20       | 1QR    | –              | –         | 1QR        |           |
| 1996–97                                | Northern Counties East League Premier Division                 | –     | 18th/20       | 2QR    | –              | –         | 1R         |           |
| 1997–98                                | Northern Counties East League Premier Division                 | –     | 15th/20       | PR     | –              | –         | 2R         |           |
| 1998–99                                | Northern Counties East League Premier Division                 | –     | 12th/20       | PR     | –              | –         | 1QR        |           |
| 1999–00                                | Northern Counties East League Premier Division                 | –     | 14th/20       | 2QR    | –              | –         | 1QR        |           |
| 2000–01                                | Northern Counties East League Premier Division                 | –     | 7th/20        | 4QR    | –              | –         | 1R         |           |
| 2001–02                                | Northern Counties East League Premier Division                 | –     | 9th/20        | PR     | –              | –         | 1QR        |           |
| 2002–03                                | Northern Counties East League Premier Division                 | –     | 7th/20        | PR     | –              | –         | 2R         |           |
| 2003–04                                | Northern Counties East League Premier Division                 | –     | 4th/20        | 1QR    | –              | –         | 3R         |           |
| 2004–05                                | Northern Counties East League Premier Division                 | 9     | 4th/20        | 1QR    | –              | –         | 1R         |           |
| 2005–06                                | Northern Counties East League Premier Division                 | 9     | 4th/20        | PR     | –              | –         | 2QR        |           |
| 2006–07                                | Northern Counties East League Premier Division                 | 9     | 2nd/20        | 1QR    | –              | –         | 2R         | Promoted  |
| 2007–08                                | Northern Premier League Division 1 South                       | 8     | 4th/18        | PR     | –              | 3QR       | –          |           |
| 2008–09                                | Northern Premier League Division 1 South                       | 8     | 11th/20       | 4QR    | –              | 1QR       | –          |           |
| 2009–10                                | Northern Premier League Division 1 South                       | 8     | 5th/22        | 1QR    | –              | PR        | –          |           |
| 2010–11                                | Northern Premier League Division 1 South                       | 8     | 11th/22       | 4QR    | –              | 1QR       | –          |           |
| 2011–12                                | Northern Premier League Division 1 South                       | 8     | 4th/22        | PR     | –              | 3QR       | –          |           |
| 2012–13                                | Northern Premier League Division 1 South                       | 8     | 9th/22        | PR     | –              | PR        | –          |           |
| 2013–14                                | Northern Premier League Division 1 South                       | 8     | 16th/21       | 1QR    | –              | 3QR       | –          |           |
| 2014–15                                | Northern Premier League Division 1 South                       | 8     | 15th/22       | 2QR    | –              | 1QR       | –          |           |
| 2015–16                                | Northern Premier League Division 1 South                       | 8     | 17th/22       | PR     | –              | 1QR       | –          |           |
| 2016–17                                | Northern Premier League Division 1 South                       | 8     | 15th/22       | 1QR    | –              | PR        | –          |           |
| 2017–18                                | Northern Premier League Division 1 South                       | 8     | 15th/22       | PR     | –              | PR        | –          |           |
| 2018–19                                | Northern Premier League Division 1 East                        | 8     | 4th/20        | PR     | –              | EPR       | –          |           |
| 2019–20                                | Northern Premier League Division 1 South East                  | 8     | TBD           | 1QR    | –              | EPR       | –          |           |
| Season                                 | Division                                                       | Level | Position      | FA Cup | FA Amateur Cup | FA Trophy | FA Vase    | Notes     |
| Source: Football Club History Database |                                                                |       |               |        |                |           |            |           |

1. ↑  League play-off runners-up
2. 1 2 3  League play-off semi-finalists

### Quản lý
| From | To   | Manager       |
| ---- | ---- | ------------- |
| 1972 | 1982 | Chris Stanley |
| 1982 | 1984 | Paddy Buckley |
| 1984 | 1993 | R Evans       |
| 1993 | 1997 | Kenny Johnson |
| 1997 | 2000 | John Pearson  |

| From | To   | Manager          |
| ---- | ---- | ---------------- |
| 1999 | 2008 | Dave McCarthy    |
| 2008 | 2011 | Chris Dolby      |
| 2011 | 2012 | Mark Shaw        |
| 2012 | 2012 | Curtis Woodhouse |
| 2012 | 2014 | Ian Whitehorne   |

| From | To   | Manager          |
| ---- | ---- | ---------------- |
| 2014 | 2014 | Mick Wadsworth   |
| 2014 | 2015 | Jordan Broadbent |
| 2015 | 2016 | Andy Kiwomya     |
| 2016 | 2017 | James Colliver   |
| 2017 | 2017 | Mark Hume        |

| From | To      | Manager     |
| ---- | ------- | ----------- |
| 2017 | 2018    | Mark Shaw   |
| 2018 | Current | Gavin Smith |

### Cựu cầu thủ đáng chú ý
Những cầu thủ nổi tiếng từ những ngày đầu của câu lạc bộ bao gồm Nathaniel Creswick và William Perst, những người sáng lập câu lạc bộ. Bốn cầu thủ của đội bóng đã xuất hiện ở Anh - Charles Clegg, người đã chơi trong trận đấu quốc tế đầu tiên với Scotland năm 1872, John Owen, năm 1874, Thomas Sorby, năm 1879 và Jack Hudson, vào năm 1883.

Ngoài những điều trên, những điều sau đây đã được chơi trong Liên đoàn bóng đá trước hoặc sau khi chơi cho Sheffield: 
| - Samuel Ashworth - Billy Bairstow - Ollie Banks - Craig Boardman - Andy Brownrigg - T.B.A. Clarke - Matt Dickins | - David Faulkner - Tom Fenoughty - David Graham - George Groves - Jamie Jackson - Kirk Jackson - Matthew Lowton | - Austin McIntosh - Nathan Modest - Marc Newsham - Scott Partridge - Richard Peacock - Paul Pettinger - John Roxburgh | - Jimmy Sayer - Mark Smith - Paul Smith (1) - Paul Smith (2) - Nick Wood - Curtis Woodhouse - Neil Warnock |

## Căn cứ
Sheffield đã chơi ở một số sân xung quanh Sheffield. Ban đầu họ chơi ở Strawberry Hall Lane Park. Tuy nhiên, giống như tất cả các căn cứ ban đầu họ chơi, nó không thuộc sở hữu của câu lạc bộ. Trong những năm tiếp theo, họ sẽ chơi ở mặt đất Old Forge với một khu đất gần Hunters Bar trên đường Eccelesall Road.
Có rất nhiều sự miễn cưỡng từ các chủ sở hữu của Lane để xem sân được sử dụng cho bóng đá. Họ đã không đồng ý cho đến khi một trận đấu từ thiện giữa Sheffield với Hallam được đề xuất vào cuối năm 1862. Mặt đất được sử dụng bởi Sheffield cho các đồ đạc quan trọng hơn nhưng mối quan hệ với các chủ sở hữu vẫn căng thẳng. Họ sụp đổ hoàn toàn vào năm 1875 khi câu lạc bộ thề sẽ không bao giờ chơi trên mặt đất nữa.
Năm 1921, Sheffield định cư tại khu đất mới Abbeydale Park. Họ chuyển đến Công viên Hillsborough năm 1988, Sân vận động Don Valley.
Câu lạc bộ đã mua sân Coach & Ngựa ở Dronfield vào năm 2001, trước đây sân của Norton Woodseats FC, một đội bóng đáng chú ý đã lọt vào bán kết FA Am Nghiệp Cup năm 1939. Đó là lần đầu tiên câu lạc bộ sở hữu mặt bằng riêng của mình. Mặt đất có sức chứa chỉ hơn 2.000 với 250 chỗ ngồi ở phía sau mục tiêu phía Nam. Vào tháng 3 năm 2019, người ta đã tiết lộ rằng Sheffield FC đang đàm phán với Câu lạc bộ thể thao vận tải Sheffield để đưa câu lạc bộ trở về thành phố của mình sau khi kế hoạch di dời đến sân thể thao Olive Grove ở Heeley đã thất bại vào năm 2016.
Câu lạc bộ đã chơi các trận đấu tại FA Cup

### Bộ sưu tập

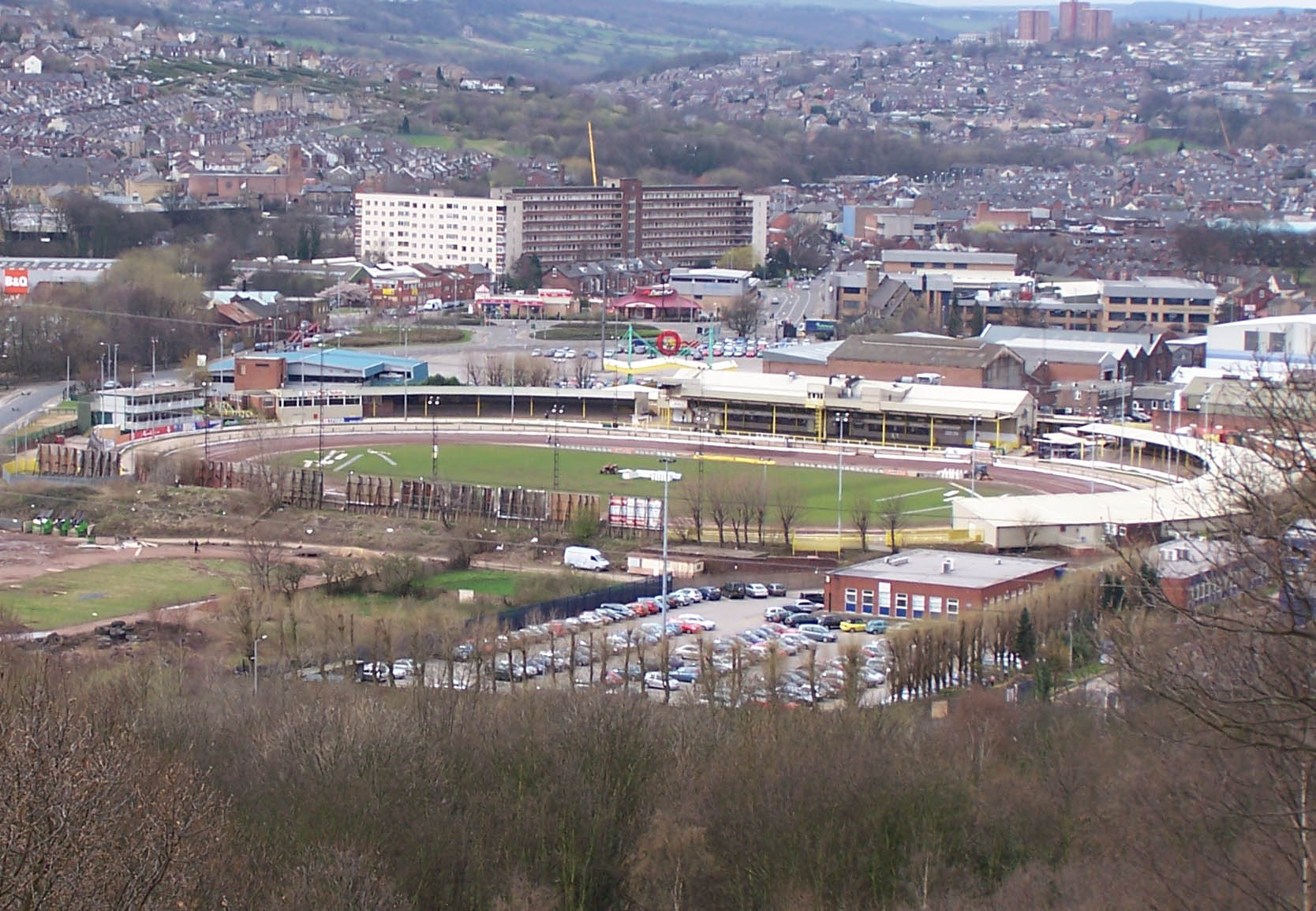
Sân vận động Owlerton, ngôi nhà của Sheffield trong một khoảng thời gian trong những năm 1980 và 1990.
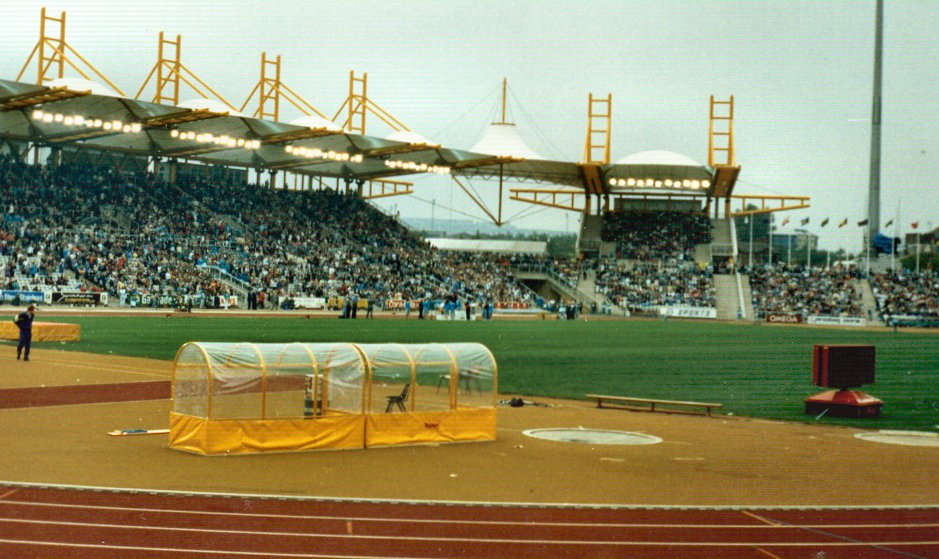
Sân vận động Don Valley, một ngôi nhà cũ của Sheffield.
Đầu phía nam của Coach & Ngựa Ground. Đầu phía nam của Coach & Ngựa Ground.
Phía đông của Coach & Ngựa Ground, với quán rượu Coach & Ngựa ở bên trái. Phía đông của Coach & Ngựa Ground, với quán rượu Coach & Ngựa ở bên trái.

## Danh dự
| - Northern Counties East League Premier Division - Promoted: 2006–07 - Northern Counties East League Division One - Promoted: 1988–89 (champions), 1990–91 (champions) - Yorkshire League Division Two - Promoted: 1951–52, 1954–55, 1965–66, 1976–77 (champions) - Yorkshire League Division Three - Promoted: 1975–76 | - FA Amateur Cup - Winners: 1903–04 - FA Vase - Runners-up: 1976–77 - Yorkshire League Cup - Winners: 1977–78 - Northern Counties East League Cup - Winners: 2000–01, 2004–05 - Sheffield & Hallamshire Senior Cup - Winners: 1993–94, 2004–05, 2005–06, 2007–08, 2009–10 |

## Hồ sơ
- Thành tích tốt nhất tại FA Cup: Vòng 4, 1877 Từ78, 1879 8080
- Hiệu suất cúp FA nghiệp dư tốt nhất: Người chiến thắng, 1903
- Thành tích cúp FA tốt nhất: Vòng loại thứ 3, 2007 Tiết08, 2011 Tiết12, 2013 Từ14
- Hiệu suất bình FA tốt nhất: Á quân, 1976 trận77
- Kỷ lục tham dự: 2.000 so với Barton Rovers, Bán kết FA Vase, 1976 trận77